# Песто

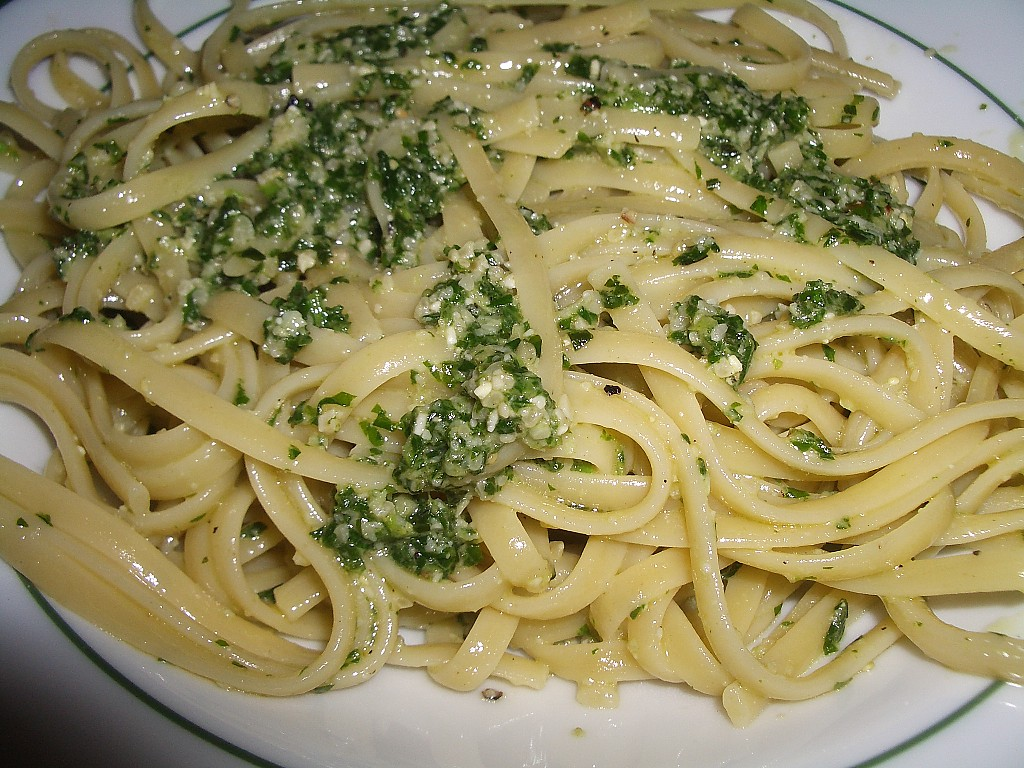
Феттучіні з песто

Пе́сто (італ. pesto), від pestato, pestare — «топтати», «розтирати», «тиснути») — популярний холодний соус італійської кухні на основі оливкової олії, базиліку і сиру. Зазвичай песто продається в маленьких баночках і має специфічний зелений колір. Песто — сучасний соус, що походить від дуже старого часникового соусу альята. У найстаріших рецептах, що дійшли у кулінарних книжках ХІХ століття, є лише часник, олія та сир.
Походить з північної Італії, з регіону Лігурія, в основному — з Генуї (pesto alla genovese). Вважається[ким?], що песто відоме ще з часів Римської імперії, однак перше документальне свідчення про приготування такого соусу відносять до 1865 року.
Класичний соус песто по-генуезьки (італ. pesto alla genovese) готується в мармуровій ступці з дерев'яним товкачем з базиліка, вирощеного в околицях Генуї (Basilico Genovese), кухонної солі грубого помелу, горішків італійської сосни, часнику (бажано з муніципалітету Вессаліко), лігурійської оливкової олії першого пресування (extra virgin) і сирів пекоріно, пармезан.
Найчастіше песто використовують з макаронами, при приготуванні супів, з крекерами або намазують на хліб. Песто не потребує додаткової термічної обробки, тому перед додаванням до страв його не розігрівають.

## Популярність
В місті Генуя відбувається світовий чемпіонат із виготовлення песто. Учасники відбираються з усієї Італії та з-за кордону, кваліфікаційні заходи проводяться по всьому світу.
16 квітня 2016 року — шостий Чемпіонат світу з приготування песто. Перший такий чемпіонат пройшов у 2007 році, а починаючи з 2008 року він проводиться щодва роки, збираючи у генуезькому палаці дожів близько сотні конкурсантів.

## Різновиди
Існує різновид соусу червоного кольору, коли в соус також додаються в'ялені на сонці томати, але це неправильно. У зв'язку з цим у Італії розвернули кампанію захисту та реклами традиційного місцевого варіанту песто, уклавши петицію щодо внесення pesto genovese до списку нематеріальної культурної спадщини ЮНЕСКО
У французькій історичній області Прованс існує свій варіант соусу — пісту, в який зазвичай не додаються горіхи.
В Австрії з гарбузового насіння готують гарбузове песто. В Німеччині також готують свій варіант соусу, використовуючи замість базиліка черемшу.